# Rhodophiala bagnoldii
La añañuca amarilla (Rhodophiala bagnoldii) es una especie  de planta herbácea perenne, geófita, bulbosa, endémica de Chile.
Esta especie actualmente se conoce como Zephyranthes bagnoldii.

## Descripción
Es una planta bulbosa y perennifolia que crece en los desiertos costeros. Se trata de un cultivo de invierno con flores de color amarillo o naranja que aparecen en la primavera con las hojas verdes, que a menudo quedan hasta finales de la primavera. Crece mejor en una mezcla muy arenosa.

## Taxonomía
Rhodophiala bagnoldii fue descrita por (Herb.) Traub y publicado en Pl. Life 9: 59, en el año 1953.

### Sinonimia
- Habranthus bagnoldii Herb., Edwards's Bot. Reg. 17: t. 1396. 1831. basónimo
- Amaryllis bagnoldii (Herb.) D.Dietr., Syn. Pl. 2: 1177. 1840.
- Hippeastrum bagnoldii (Herb.) Baker, J. Bot. 16: 83. 1878.
- Amaryllis bagnoldii var. minor (Speg.) Traub, Pl. Life 7: 40. 1951.
- Habranthus punctatus Herb., Amaryllidaceae: 403. 1837.
- Hippeastrum bagnoldii var. minor Speg., Anales Mus. Nac. Buenos Aires 7: 170. 1902.
- Hippeastrum punctatum (Herb.) Phil., Anales Univ. Chile 93: 148. 1896.[5]